# Chrysler Building
Il Chrysler Building è un grattacielo in stile art déco della città di New York, situato nell'East Side del quartiere Midtown del distretto di Manhattan, all'angolo tra la 42ª Strada e Lexington Avenue.
Considerato uno dei maggiori simboli della città, venne costruito per ospitare la sede della casa automobilistica Chrysler e, con i suoi 319 metri di altezza, è stato il grattacielo più alto del mondo fra il 1929 e il 1931, quando venne superato dall'Empire State Building. Dal 1976 risulta iscritto al National Historic Landmark Program come monumento nazionale.
A seguito di vari passaggi di proprietà, dal 2008 al 2019 è stato gestito da due società immobiliari, la Abu Dhabi Investment Council e la Tishman Speyer Properties. Nel marzo del 2019 è stato reso noto che le società immobiliari RFR Holding e Signa Holding hanno acquistato l'edificio con l'intenzione di ristrutturarlo e convertirlo parzialmente in albergo.

## Storia

### Contesto storico
Per comprendere appieno la sfida che portò alla realizzazione del Chrysler Building bisogna sapere che la grande esplosione demografica che visse New York nei primi anni del Novecento la portò a raggiungere gli otto milioni di abitanti e pertanto a superare l’area metropolitana di Londra, fino ad allora considerata la più estesa e popolosa al mondo.
Grazie anche alle favorevoli condizioni geologiche dell’isola di Manhattan, ne consegue che tra il 1908 e il 1974 New York divenne il luogo dove vennero realizzati i primi grattacieli più alti del mondo e ciò favorì una costante competizione che coinvolse svariati committenti e architetti.

### Genesi del progetto
Il progetto originale del grattacielo fu realizzato nel 1927 da William Van Alen per il senatore William H. Reynolds, già fondatore di Dreamland, lo storico parco di divertimenti di Coney Island. Egli, con l'intenzione di investire nella costruzione di un grattacielo da primato, già nel 1921 aveva acquistato i diritti di edificazione di un terreno trapezoidale di circa tremila metri quadri in Lexington Avenue dalla Cooper Union Science and Art School che lo aveva ricevuto in dono nel 1902.
William Van Alen era uno dei più affermati architetti di New York, già noto per la realizzazione dell’Abermale Building affacciato su Broadway, progettato in collaborazione con il suo socio Craig H. Severance. I due in seguito si separarono a causa di dissapori personali e ciò contribuì profondamente ad accrescere il loro reciproco sentimento di competizione professionale.

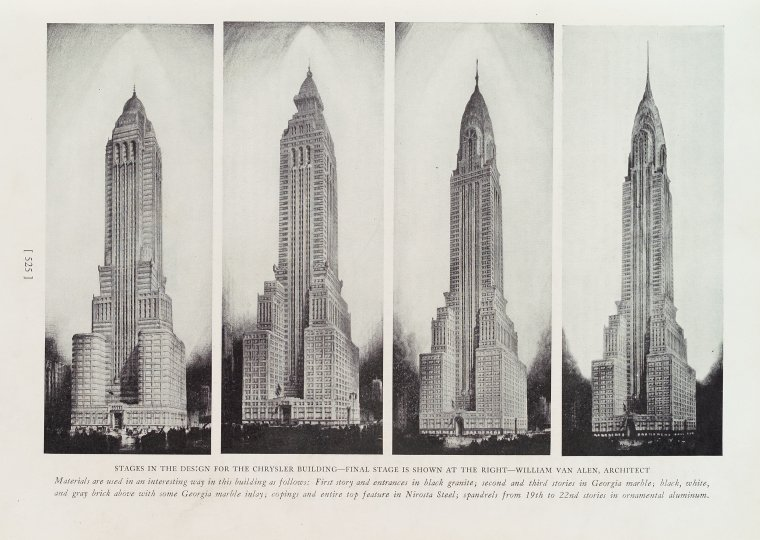
Alcuni disegni preliminari dell'edificio

I primi disegni di quello che inizialmente fu nominato Reynolds Building prevedevano un’altezza di cinquantaquattro piani, che già lo avrebbe reso l’edificio più alto della città; tuttavia il progetto non convinse completamente Reynolds specialmente per l'inedita sommità caratterizzata da una sorta di cupola e quindi Van Alen dovette ridisegnarla più volte prima di ottenerne l'approvazione dal committente. Altre modifiche al progetto vennero attuate anche per il numero di piani, che venne portato a sessantatré.
Nell'aprile del 1928 Reynolds firmò un contratto di locazione del terreno per la validità di sessantasette anni e, dopo aver concordato con Van Alen le ultime modifiche al progetto, il 19 settembre successivo iniziarono le operazioni di scavo; tuttavia poco tempo dopo Reynolds decise di non proseguire più con la realizzazione dell'edificio e i lavori si interruppero.

### Nuovo committente
Soltanto il 15 ottobre successivo Reynolds vendette il progetto e i diritti di edificazione e locazione del terreno a Walter Chrysler, che era alla ricerca di una prestigiosa sede per la propria industria automobilistica fondata nel 1925 e che in pochi anni era già diventata il terzo produttore di automobili degli Stati Uniti dopo Ford e General Motors.

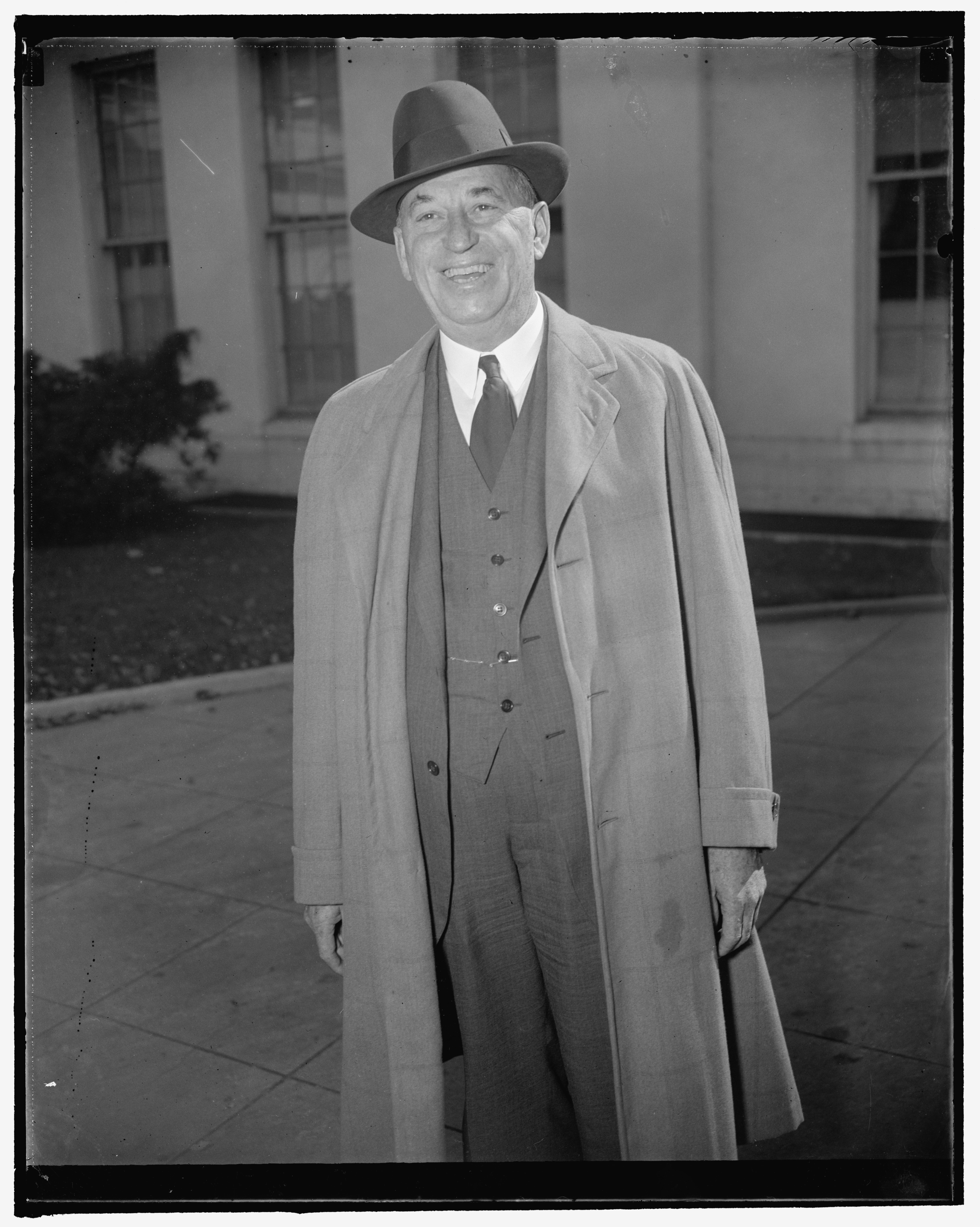
Walter P. Chrysler, committente e primo proprietario dell'edificio

L'accordo stipulato tra Reynolds e Chrysler fu di due milioni di dollari e prevedeva anche la demolizione di quanto realizzato fino a quel momento, poiché non compatibile con le varianti al progetto che lo stesso Chrysler chiese a Van Alen per realizzare un edificio più alto e avveniristico. I lavori di smantellamento furono eseguiti dalla Goodwin Construction Company e vennero completati il 9 novembre 1928.
Chrysler si appassionò presto all'idea del nuovo grattacielo come sede della propria azienda e anch'egli chiese ulteriori modifiche al progetto specialmente per la parte sommitale, la cui cupola continuava a non convincerlo. A seguito di non poca insistenza Chrysler ottenne che la sommità fosse ridisegnata ed entrambi convennero che l'acciaio cromato sarebbe stato il materiale migliore per realizzarla, coerentemente con lo stile art déco. Anche l’altezza fu ulteriormente modificata, raggiungendo la quota definitiva di 77 piani, comprendendo anche quelli all’interno della cuspide completamente ridisegnata. Tuttavia il committente insistette anche per realizzare un apparato decorativo costituito da simboli e allegorie volte a evocare le automobili Chrysler. Infine, Walter P. Chrysler si fece progettare anche alcuni appartamenti privati ai piani alti dell'edificio.
L'importo del progetto finale, comprensivo di ogni variante e con l'obiettivo segreto di diventare il primo edificio più alto del mondo, raggiunse la considerevole cifra di quattordici milioni di dollari, che Walter P. Chrysler finanziò interamente con suoi fondi personali, pertanto l'edificio non appartenne mai alla Chrysler Corporation.

### Costruzione e raggiungimento del primato
Il cantiere riprese a lavorare a pieno ritmo alla costruzione dell’edificio il 21 gennaio 1929 e il 27 marzo la Carnegie Steel Company installò le prime travi di acciaio della struttura, il cui completamento proseguì senza più soste con una media di quattro piani a settimana e senza registrare decessi di addetti ai lavori per tutta la durata del cantiere, particolarità che fu motivo di orgoglio per Walter P. Chrysler che affermò: « [...] it’s the first time that any structure in the world has reached such a height, yet the entire steel construction was accomplished without loss of life.»
Il 16 ottobre 1929 la struttura metallica del nascente edificio venne completata e superò il Woolworth Building divenendo ufficialmente la più alta struttura al mondo, superando anche la Torre Eiffel che fino ad allora ne deteneva il primato. Tuttavia a competere con Van Alen per contendersi il primato di edificio più alto del mondo c'erano anche John W. Cross che aveva progettato il General Electric Building e, soprattutto, l’ex socio Craig Severance, autore del grattacielo della Manhattan Bank che stava sorgendo al numero 40 di Wall Street; Severance in pochi giorni progettò una variante che fece aggiungere due piani a questo grattacielo, rivendicando così il titolo di edificio più alto del mondo.
Tuttavia, in gran segreto, Van Alen aveva già preparato una sua astuta rivincita ottenendo il permesso di costruire l'imponente cuspide realizzata in acciaio inossidabile. Dapprima trasportata nell’edificio smontata in quattro sezioni, la cuspide venne assemblata con grande discrezione all’interno del sessantasettesimo piano e, il lunedì 24 ottobre del 1929, appena un giorno prima dello storico crollo della borsa di Wall Street, venne eretta in circa novanta minuti mentre Van Alen e Walter P. Chrysler assistevano alle operazioni dalla strada sottostante. Fu così che, con il montaggio finale del poderoso pennone che sovrasta la cuspide, il Chrysler Building fu completato superando ogni altro edificio della città e rendendolo il grattacielo più alto del mondo, nonché il primo a superare i trecento metri di altezza.

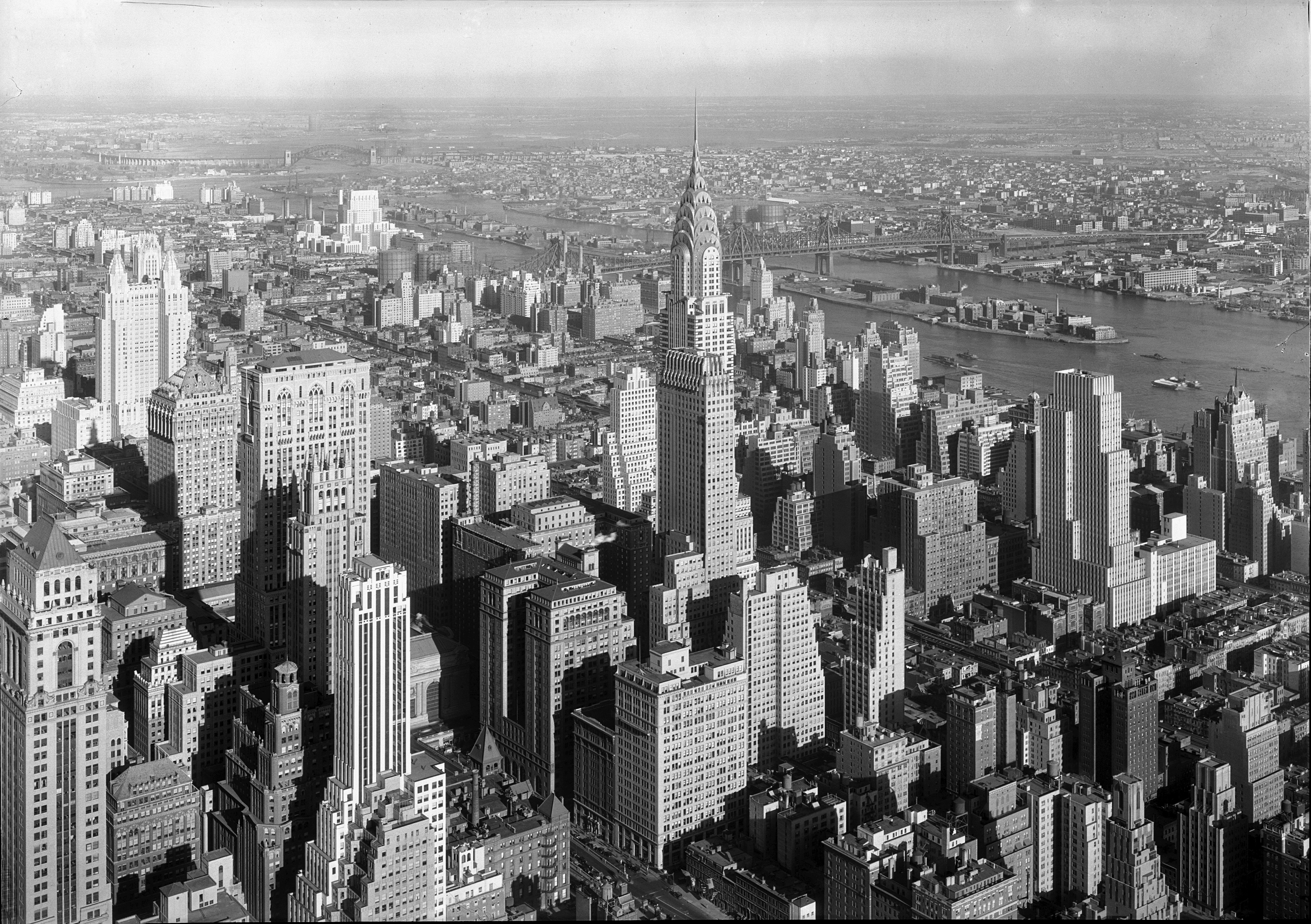
Il Chrysler Building in una fotografia del 1932

### Inaugurazione e perdita del primato
Il grattacielo più alto del mondo aprì al pubblico il 27 maggio 1930 e con esso anche i nuovi uffici aziendali e il grande salone espositivo situato al piano terra, dove venne esposta tutta la gamma delle vetture Chrysler. 
La cerimonia di inaugurazione venne tenuta alla presenza di Walter P. Chrysler, William Van Alen e del Governatore dello stato di New York; entro il giugno successivo i locali rimanenti dell'edificio furono dati in locazione per il 65% ed entro agosto risultarono completamente affittati. 
Oltre a ospitare gli uffici e il più grande autosalone della Chrysler, l'edificio fu presto occupato anche da altre attività commerciali tra cui la Texaco e l'emittente televisiva Channel 2, che ebbe la sede dei suoi studi all'ultimo dei sette piani della cuspide d'acciaio fino ai primi anni cinquanta, quando trasferì l'attività nel vicino Empire State Building.
Purtroppo la soddisfazione di Van Alen per il primato raggiunto era destinata a durare assai poco, poiché entro l'anno successivo il vicino Empire State Building, che secondo il progetto originale vedeva superare il Chrysler Building soltanto di pochi metri, subì un'ultima variante in corso d'opera che lo portò a contare oltre venti piani in più e un'altezza finale di 381 metri. La perdita di questo primato fu altresì resa più amara da Walter P. Chrysler, che si rifiutò di pagare il cospicuo saldo della parcella di Van Alen che, come era consueto per l'epoca, ammontava al 6% dell'importo complessivo dei lavori. 
Questa disputa in seguito innescò una lunga battaglia legale tra Van Alen e Walter P. Chrysler, che tuttavia vide uscirne l'architetto vincitore vedendo condannare Walter P. Chrysler a riconoscergli la somma di 840.000 dollari.
Malgrado la perdita di questo primato il Chrysler Building fu comunque il secondo edificio più alto della città per svariati anni e divenne uno dei più caratteristici elementi architettonici del panorama cittadino, nonché uno dei più eminenti esempi di architettura art déco.

### Passaggi di proprietà
Il grattacielo fu proprietà della famiglia Chrysler e sede dell'omonima casa automobilistica fino al 1953, anno in cui gli eredi di Walter P. Chrysler vendettero l'intero edificio all'imprenditore immobiliare William Zeckendorf.
Nel 1957 l'edificio fu acquistato dalla Massachusetts Mutual Life Insurance Company che, dopo che l'edificio venne inserito nel National Historic Landmark nel 1976, si occupò anche di una ristrutturazione interna e del restauro degli esterni che terminarono nel 1979.
L'anno successivo fu acquistato dall'imprenditore immobiliare Jack Kent Cooke che si occupò inizialmente del restauro e del frazionamento dei prestigiosi locali che ospitarono il Cloud Club. Dopo un secondo restauro nel 1998, Jack Kent Cooke vendette l'edificio alla Travelers Insurance Group per 220 milioni di dollari.
Nel 2001 l'edificio fu di nuovo venduto alla finanziaria TMW che acquistò il 75% della proprietà per 300 milioni di dollari. Nel 2005 anno il Fondo Michelangelo di Sorgente Group S.p.a. ha rilevato una partecipazione di maggioranza relativa nella proprietà del Chrysler Building, che è stata ceduta successivamente alcuni anni dopo.
Dal 2008 il nuovo assetto proprietario ha visto come detentore della maggioranza l'Abu Dhabi Investment Council che ha acquistato il 90% della proprietà per 800 milioni di dollari, mentre il restante 10% è stato acquisito dalla Tishman Speyer Properties, tuttavia nei primi mesi del 2019 sono state aperte nuove trattative.
Nel marzo del 2019 è stato reso noto che le società immobiliari RFR Holding e Signa Holding hanno acquistato l'edificio per circa 151 milioni di dollari, cifra ben inferiore a quando sborsato dai precedenti acquirenti, poiché il contratto di affitto del terreno è da rinnovare e l'intenzione di ristrutturarlo e convertirlo parzialmente in albergo da parte dei nuovi acquirenti prevederebbe un investimento di circa 250 milioni di dollari. Da quest'ultimo passaggio di proprietà il primo risultato è stato una parziale ristrutturazione dell'edificio con interventi in dodici dei 77 piani.

### Riconoscimenti

Una suggestiva vista dell'edificio dall'incrocio sottostante

Già inserito nel registro del National Historic Landmark dal 1976, nel 2005 il Chrysler Building è stato definito il «più bel grattacielo di New York» da novanta dei cento membri della giuria americana composta da architetti, critici, ingegneri, storici dell'arte, avvocati e studenti.
Nel 2007 l'edificio è stato inserito nella America's Favorite Architecture dalla American Institute of Architects che lo ha definito «l'esempio architettonico di art déco più puro di New York».
A seguito dell'ultima ristrutturazione una particolare attenzione è stata posta al risparmio energetico, sostituendo impianti obsoleti e installando nuove tecnologie che garantiscano una riduzione di inquinanti e un'ottimizzazione dei consumi tali da far ottenere all'edificio la designazione di vari riconoscimenti tra cui il LEED Gold, l'Energy Star e lo Skyscraper Museum Outstanding Renovation Award.

## Descrizione

### Caratteristiche tecniche

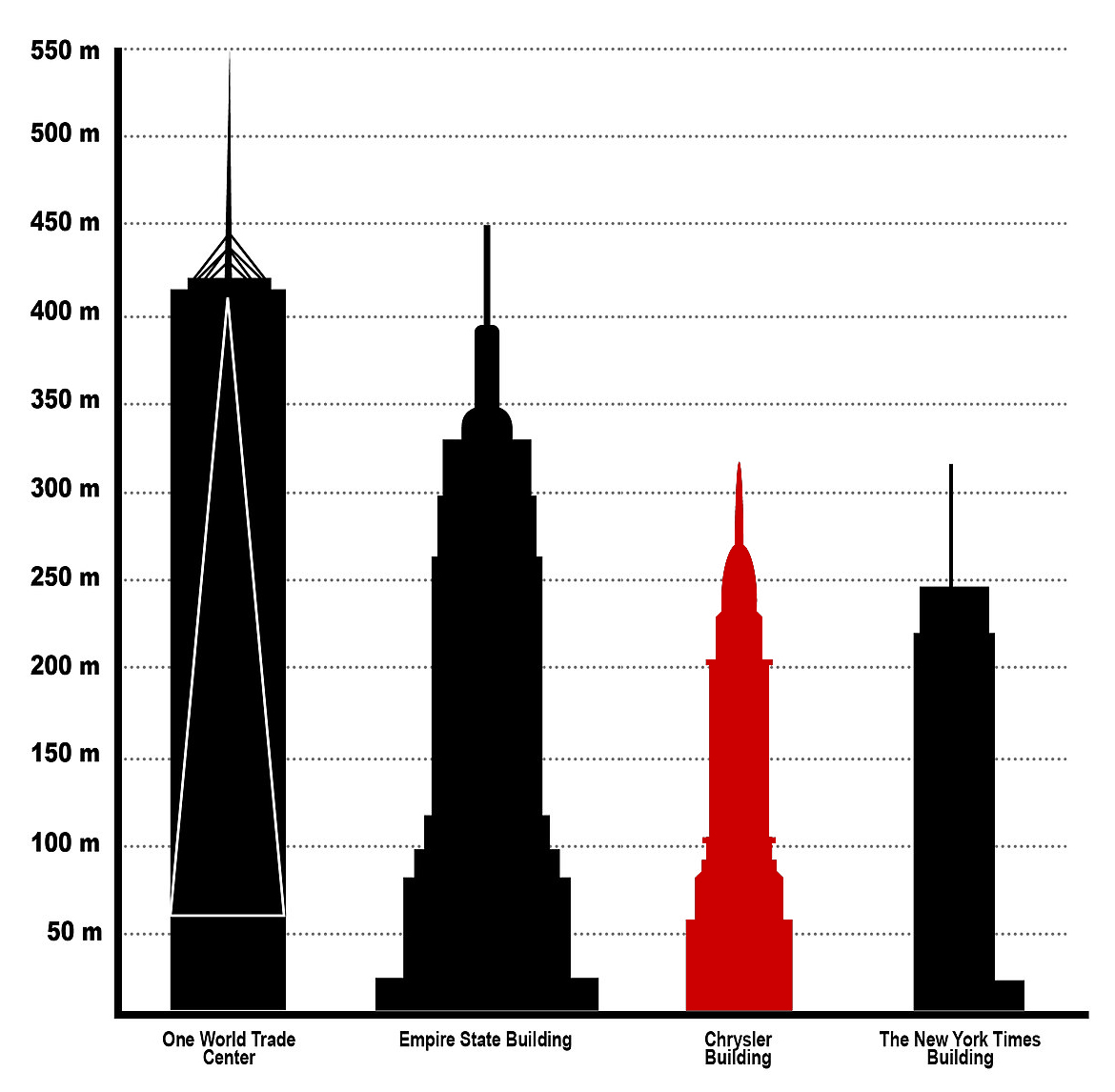
La comparazione del Chrysler Building con altri edifici di New York

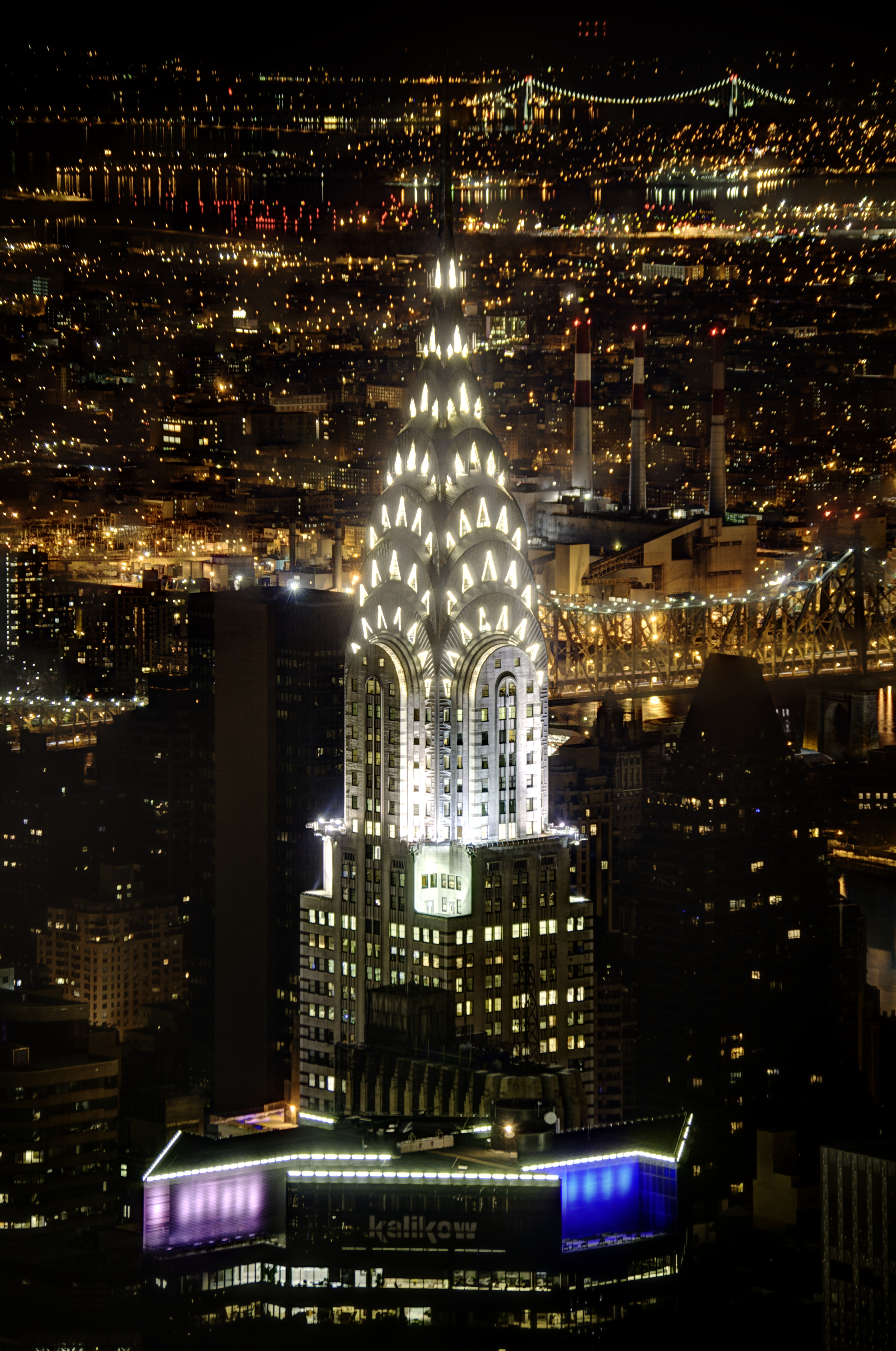
L'edificio illuminato di sera

L'edificio conta 77 piani per un'altezza complessiva di 318,90 m, mentre il livello più alto abitabile è il 73º piano, posto a 252,30 m di altezza. Originariamente la superficie totale calpestabile dell'edificio era di 111.201 m² ma a seguito dell'ultima, radicale ristrutturazione del 1998 costata circa 100.000.000 di dollari, la superficie commerciale complessiva ha raggiunto i 191.637,80 m².
Lo schema costruttivo adottato per l'intero edificio è costituito dalla consueta armatura portante in travi d'acciaio che poggia su fondazioni realizzate con pilastri in acciaio annegati nel calcestruzzo, posti a circa 21 metri di profondità su un fondo roccioso di scisti.
L'intera struttura portante è in travi d'acciaio saldate e bullonate che, secondo le leggi in vigore al tempo della costruzione, è stata rivestita di mattoni o colate di calcestruzzo per garantire una maggiore resistenza al calore in caso di incendio. 
Le pareti perimetrali sono state realizzate in laterizio utilizzando 3.826.000 mattoni e ospitano ben 3.862 finestre quadrangolari.

### Esterni

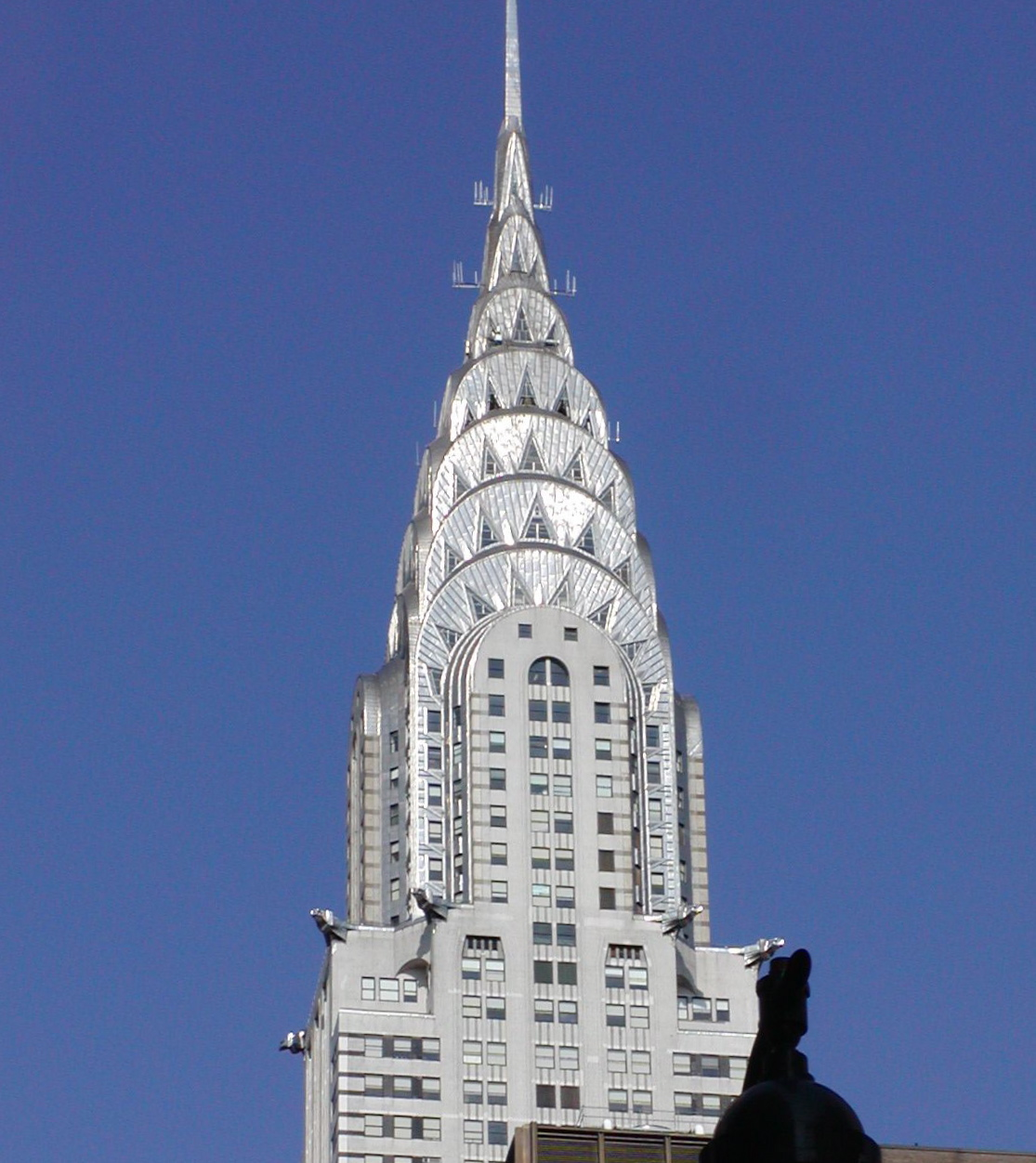
La porzione sommitale dell'edificio

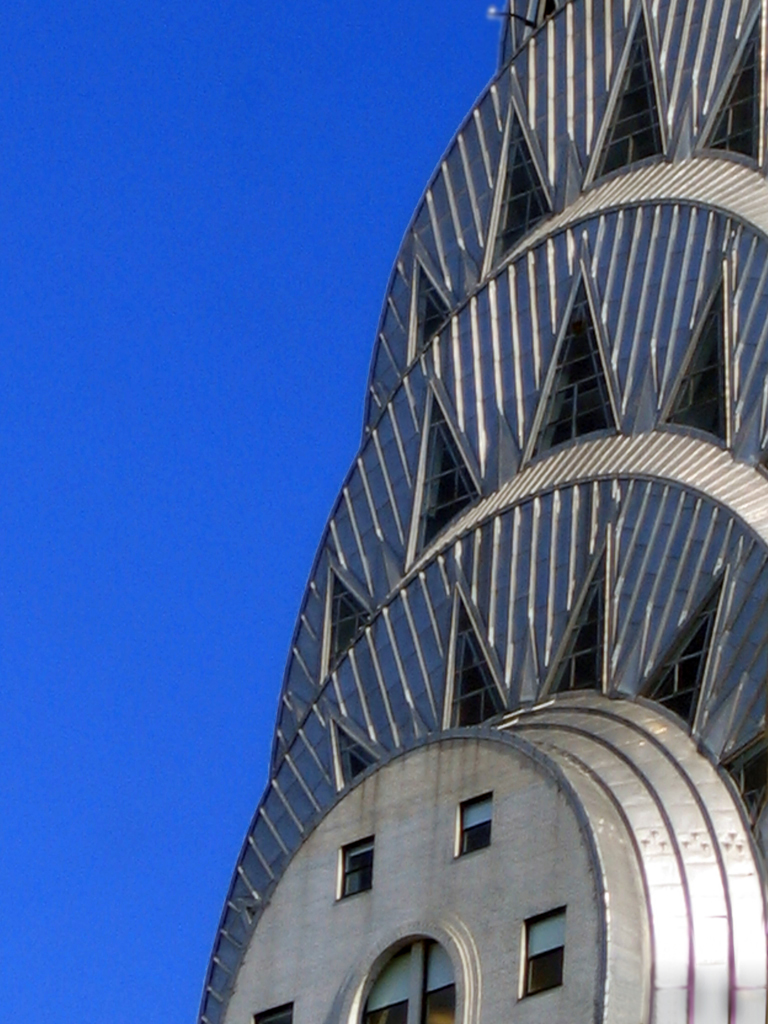
Un dettaglio della cuspide in acciaio inossidabile

Di colore grigio tenue, il grattacielo è completamente caratterizzato da un uniforme rivestimento esterno di mattoni che contrasta con le superfici argentee degli elementi decorativi metallici.
L’ampio basamento è a pianta trapezoidale, libero su tre lati di circa 60 metri per ciascun prospetto e il suo perimetro si erge sull’area complessiva del terreno. Tuttavia l’austera simmetria dei volumi del basamento è il risultato dell'intersezione dei due grandi moduli laterali principali al di sopra del mezzanino, che creano un'evidente scanalatura centrale in cui si innesta corpo principale dell'edificio. Il prospetto frontale infatti, retrocesso di circa una decina di metri, conferisce a questo primo modulo di sedici piani una sagoma a “U”.
La porzione a livello stradale ospita i grandi locali commerciali al livello stradale con l’ampio mezzanino decorato a mosaico, dove in origine vi erano il grande salone espositivo della Chrysler e i relativi uffici. Essa è caratterizzata da un'alta zoccolatura in granito nero di Shastone di circa tre metri, lo stesso materiale utilizzato per i due grandi portali d'accesso dall'inconsueta forma esagonale, mentre i tre piani superiori sono caratterizzati da marmo bianco della Georgia.
Al di sopra di questo articolato basamento, creato in ottemperanza alle leggi del piano regolatore dell'epoca, s'innalza per 170 metri il corpo principale da cui partono tre ordini di coppie di finestre quadrangolari che percorrono verticalmente tutto l'edificio fino a raggiungere la parte superiore che termina al sessantunesimo piano, dove vi sono altre quattro ampie terrazze panoramiche angolari decorate da otto grandi doccioni zoomorfi in acciaio cromato. Esso è a sua volta sormontato da un ultimo modulo quadrangolare più piccolo caratterizzato dalle pareti perimetrali che su ciascun prospetto culminano con un arco a tutto sesto, i cui profili strombati sono rivestiti in acciaio cromato.
L'esterno dell'edificio nell'insieme appare sobrio, principalmente caratterizzato dall'alternanza di chiari e scuri determinata dai materiali di rivestimento come marmi scuri e il laterizio. Questi ultimi costituiscono il rivestimento esterno e, in corrispondenza del trentunesimo piano, compongono complesse decorazioni geometriche; nei setti perimetrali, tra le tre finestre poste agli estremi esterni di ogni prospetto, delle cornici di marmo scuro consentono di creare un effetto ottico che fa sembrare le singole finestre delle vetrate uniche che terminano agli spigoli angolari.
La parte sommitale è costituita dalla caratteristica cuspide metallica di 38 metri di altezza realizzata con uno speciale acciaio inossidabile cromato realizzato in Germania dalla Krupp e commercializzato con il nome Nirosta. 
Essa è scandita da sette archi ellittici sovrapposti in cui, su ciascun prospetto, si aprono 30 caratteristiche finestre triangolari smerlate disposte a raggiera. L'intera struttura della cuspide metallica fu originariamente assemblata di nascosto all'interno della parte terminale dell'edificio e quindi issata ed estroflessa soltanto successivamente, mediante una complessa centina mobile interna; dopo essere stata completamente estesa fu bullonata e rivettata da operai specializzati, che successivamente vi fissarono sulla sommità la grande guglia che ha funzioni di parafulmine e di antenna.
L'apparato decorativo dell'edificio è altresì ricco di numerose allegorie e dettagli stilistici voluti dallo stesso Walter P. Chrysler, come le svariate decorazioni metalliche che riproducono i tappi alati dei radiatori dei modelli Chrysler del 1929 presenti sulla cima del basamento al trentunesimo piano e il fregio raffigurante ruote di automobili stilizzate con enormi perni argentati a imitazione dei coprimozzo e griglie d'aerazione esterne analoghe alle prese d'aria laterali delle automobili. Indubbiamente gli elementi decorativi più imponenti sono gli otto grandi doccioni zoomorfi in acciaio posti agli angoli del 61º piano che raffigurano delle aquile stilizzate, simbolo dell'America, ma anche stemma del modello Chrysler più lussuoso dell'epoca, la Chrysler Imperial.
A completare l'edificio vi è anche un articolato sistema di illuminazione esterna monocromatica installato sul perimetro di tutte le finestre triangolari della cuspide e sulla sua base, che illumina lateralmente anche le pareti perimetrali esterne.

### Interni

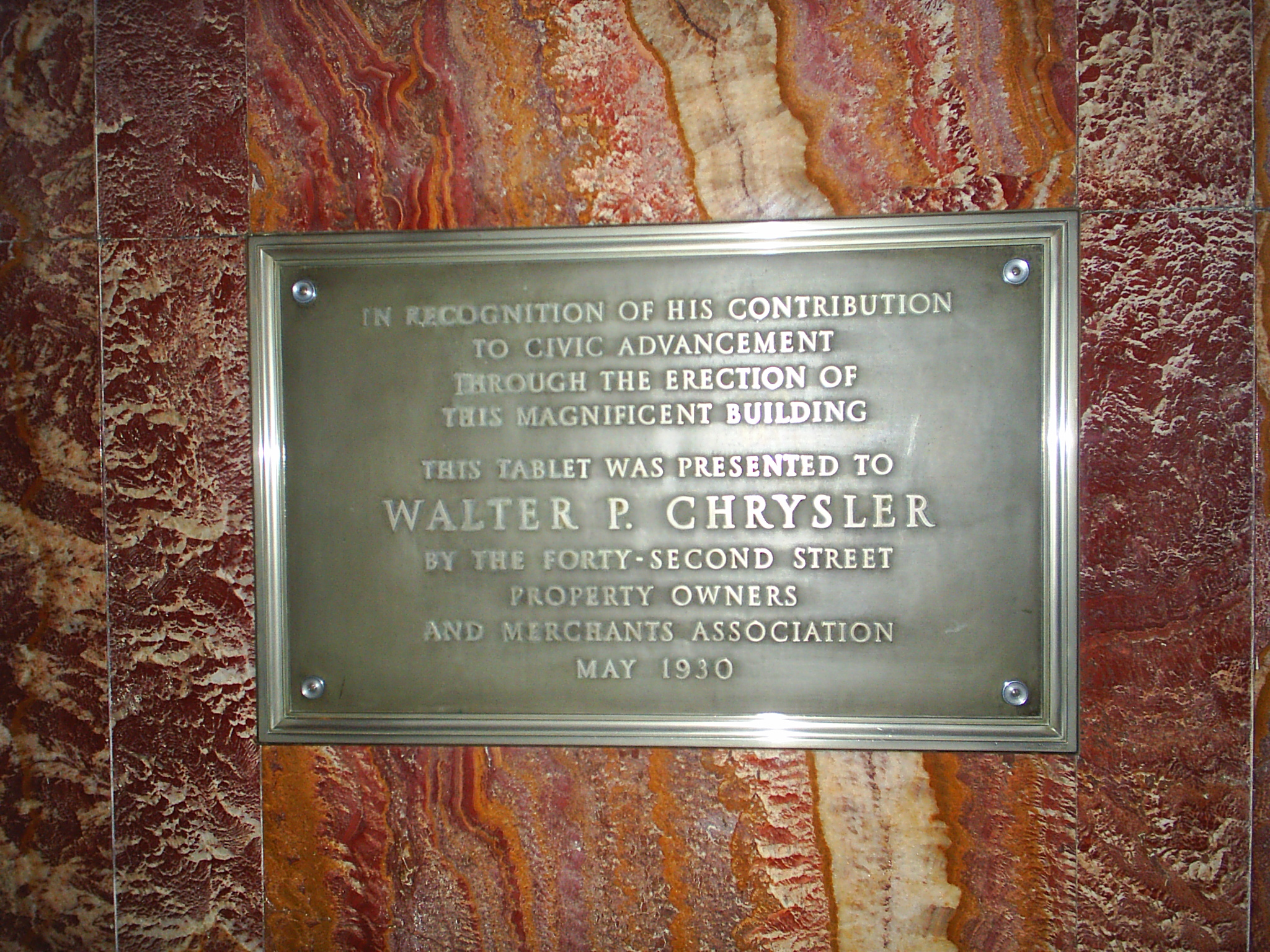
La targa commemorativa in bronzo affissa nell'atrio
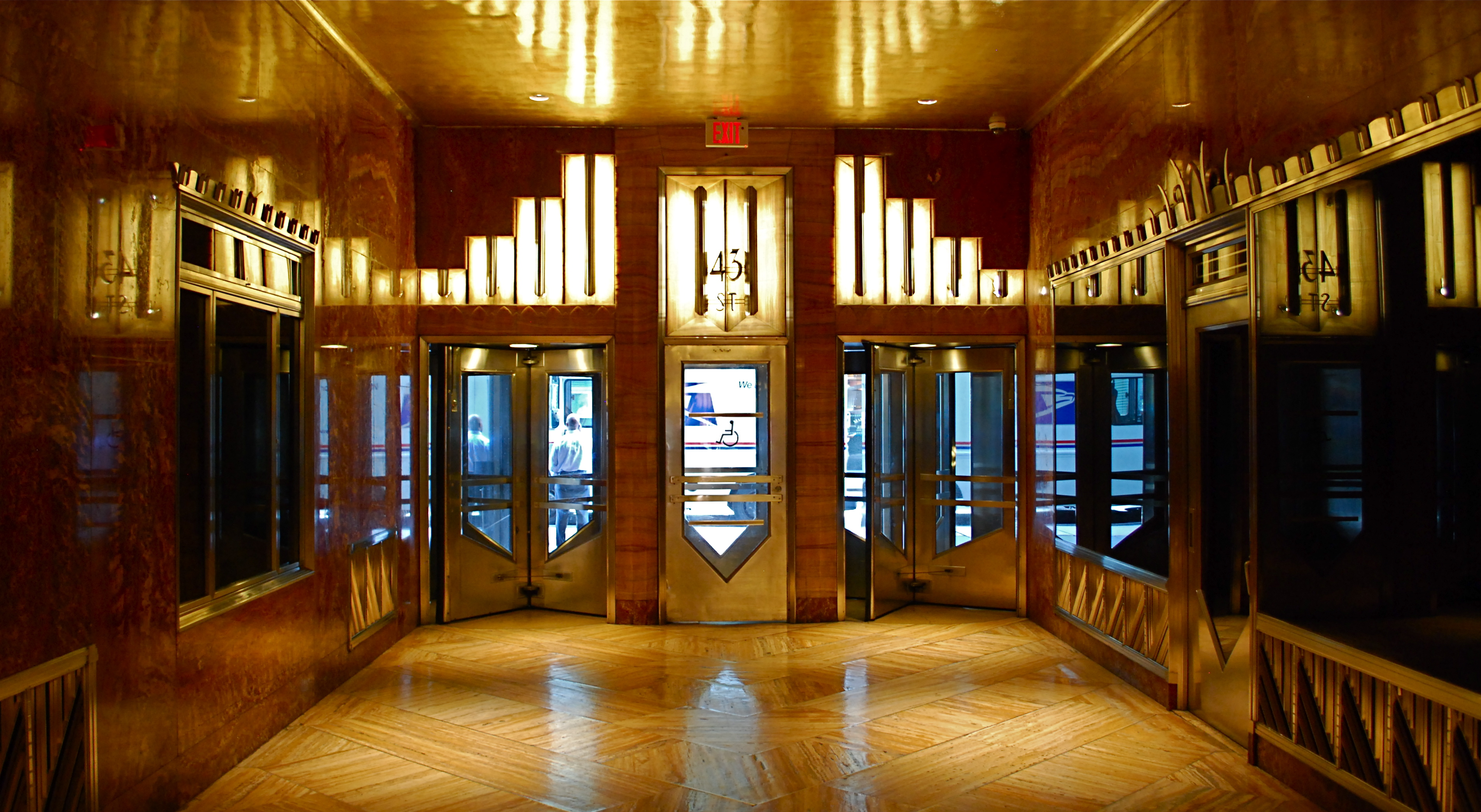
L'ingresso rivestito in marmo rosso visto dall'atrio
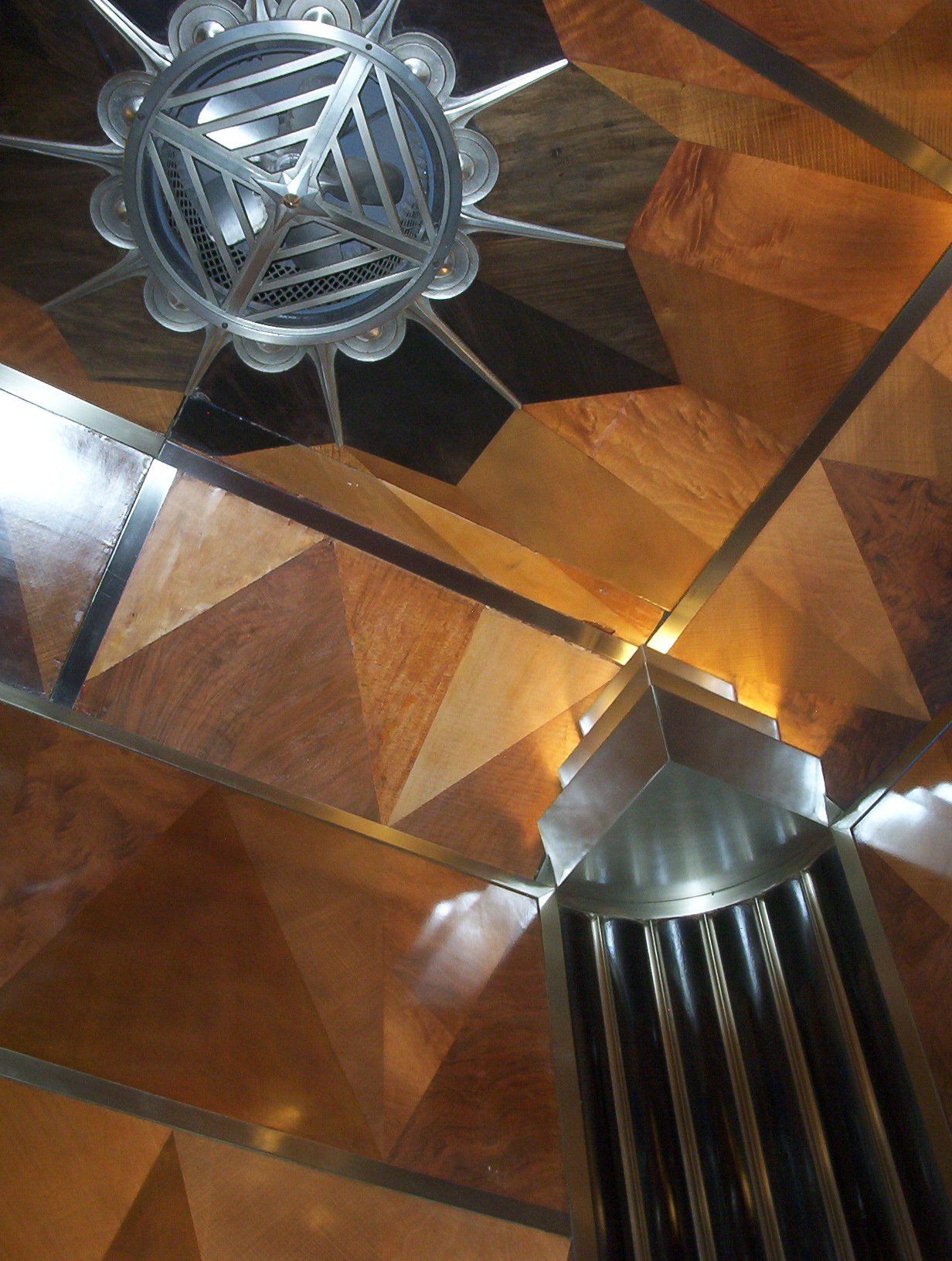
Dettaglio delle rifiniture interne di un ascensore
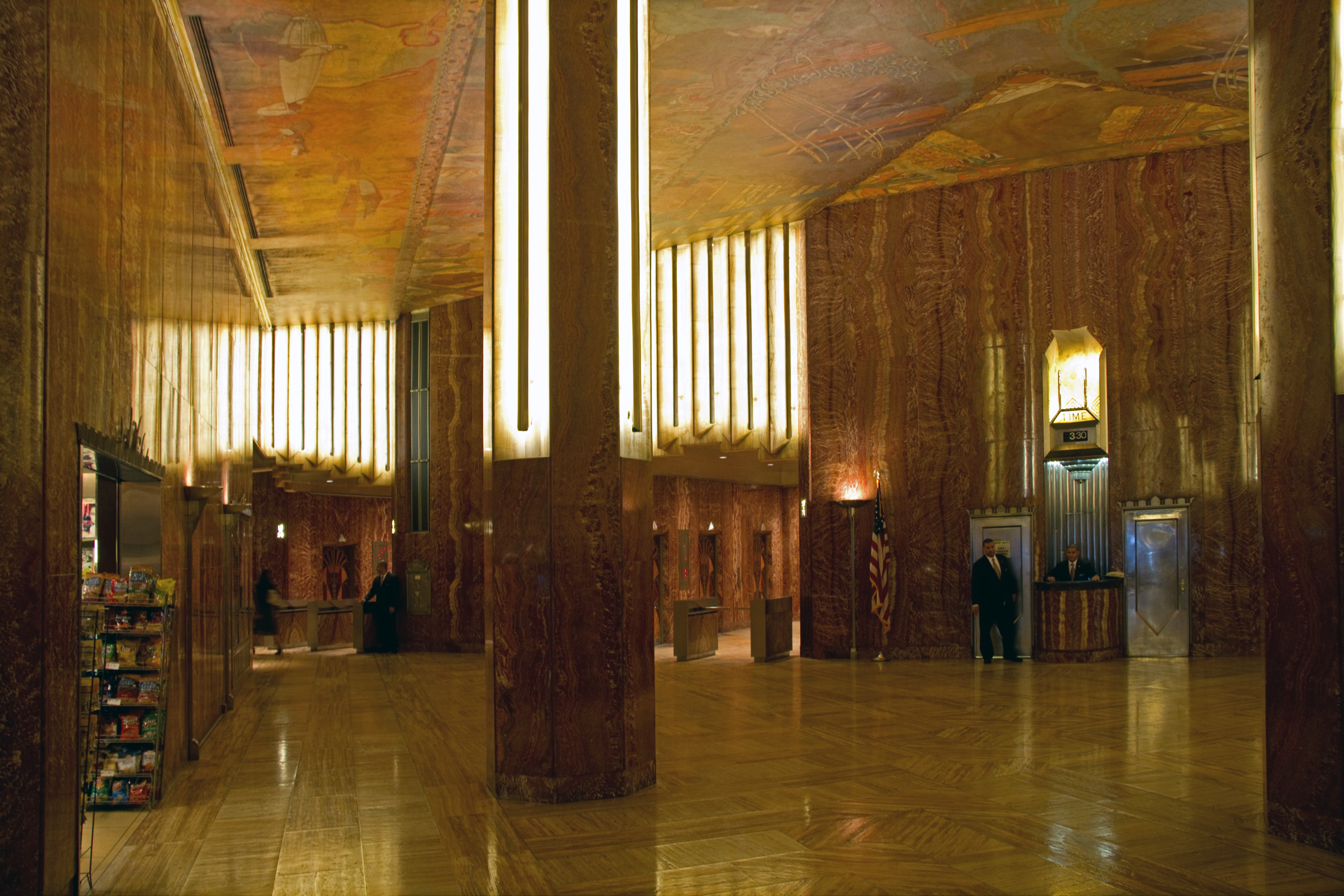
L'atrio rivestito in marmo rosso, con i soffitti obliqui e affrescati
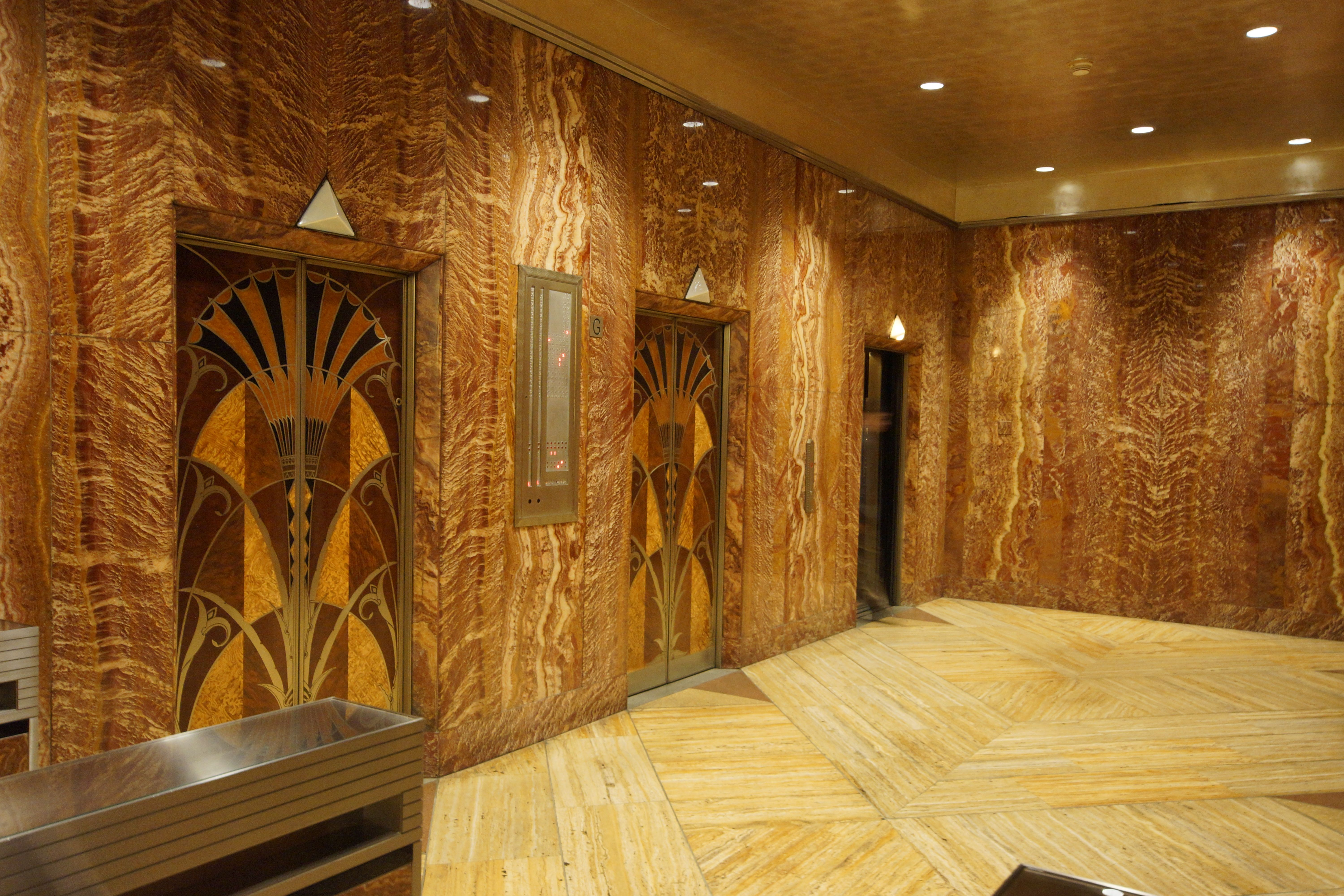
I pannelli lignei delle porte di alcuni ascensori, riccamente decorati a intarsio
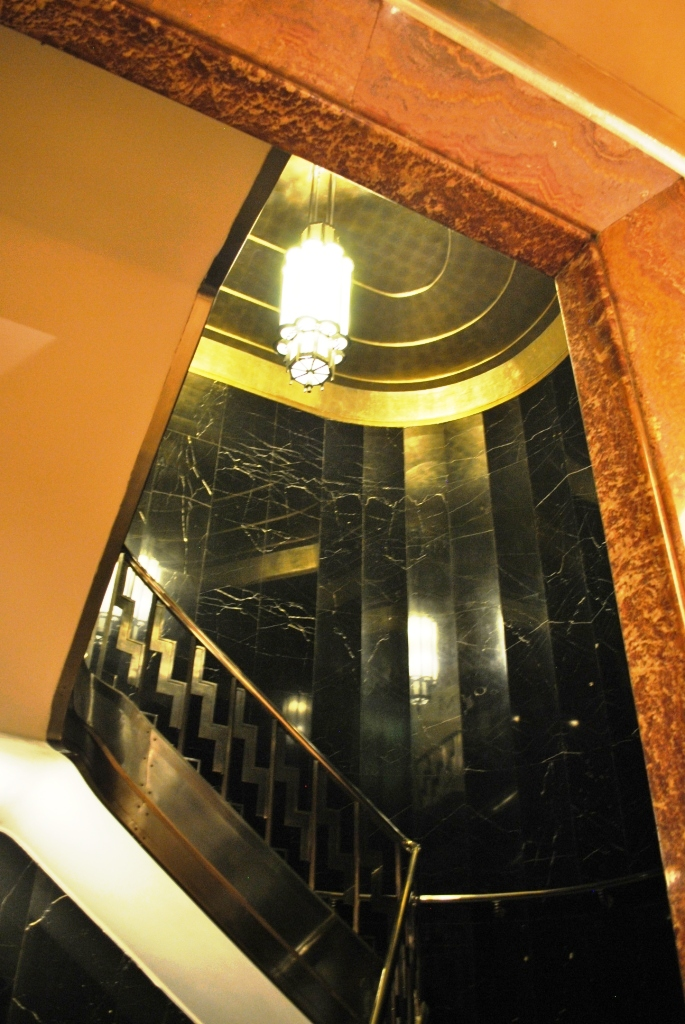
Una rampa di scale che parte dall'atrio, con il rivestimento in marmo nero
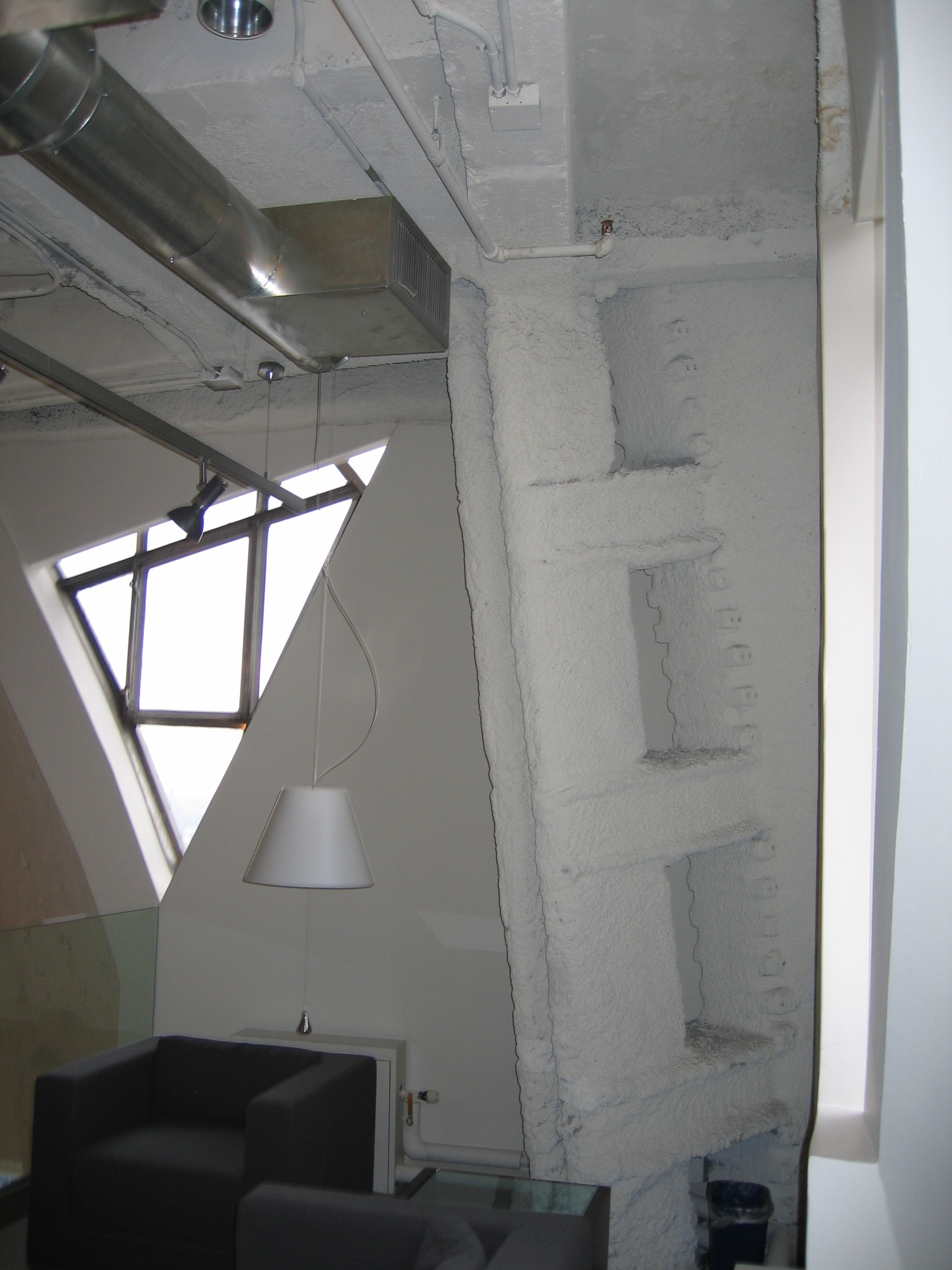
Vista dall'interno della guglia al 71º piano

L'ingresso dell'edificio è al 405 di Lexington Avenue, dove uno dei tre alti portali esagonali in marmo nero introduce all'atrio che è anch'esso un evidente esempio di art déco ed è l'unica area dell'edificio che attualmente è concesso visitare, con accesso libero.
Concepito come un luogo magico e irreale, l'ampio atrio d'ingresso è caratterizzato da un'insolita pianta triangolare e da soffitti obliqui affrescati e pareti rivestite in marmo rosso, mentre lampade composte da fasci longitudinali con elaborati decori metallici esaltano gli altri materiali utilizzati come il mogano e l'acciaio. 
Da qui si ha accesso a 8 dei 32 ascensori appositamente realizzati dalla Otis che, con la loro velocità di 270 m/min. furono i più veloci e i più estesi del mondo per l'epoca. I loro pannelli interni e le porte d'accesso sono rivestiti con un differente intarsio in legno ciascuno, riportante motivi ornamentali che ricordano gli stemmi araldici riportati sul corpo principale dell'edificio insieme al logo alato della Chrysler e furono realizzati da ebanisti specializzati della Tyler Company. 
Gli ascensori che partono dal piano terra conducono tutti al 67º piano. Da qui, ulteriori ascensori conducono fino al 71°, dove in origine c'era il principale punto di osservazione panoramica aperto al pubblico fino al 1945, e poi al 73º piano che è l'ultimo accessibile al pubblico. Al 57º piano vi sono alcune coppie di ascensori originariamente denominati express, programmati per raggiungere direttamente il 67º piano.
I piani dal 74º al 77º presenti all'interno della cuspide si raggiungono soltanto tramite rampe di scale, sono molto angusti e ospitano soltanto locali servizio destinati al sistema di condizionamento, ai motori dei numerosi ascensori e agli impianti idraulici che dispongono di una vasca da 57.000 litri per il fabbisogno idrico e una da 13.000 litri per il sistema antincendio.
A differenza dell'Empire State Building, che ospita da sempre soltanto uffici, attività commerciali e un articolato percorso di visita, il Chrysler Building ospita sia uffici che alcune esclusive unità immobiliari a uso residenziale, tra cui il grande appartamento di rappresentanza di Walter P. Chrysler che originariamente occupava gran parte del 69° e del 70°, con un ufficio, grandi sale con caminetti e una palestra privata; Chrysler inoltre fece realizzare anche una propria abitazione personale che era collocata tra il 58º e il 60º piano.
Il primo piano interrato dell'edificio sul lato della 42ª Strada è collegato direttamente a una stazione di metropolitana ma in origine ospitava anche la Hydrozone Water Bottling Unit, ovvero i locali dove l'acqua veniva filtrata, imbottigliata e consegnata a esclusivo uso dei residenti e del Cloud Club.

#### IlCloud Club
Nel 1930 aprì Cloud Club, un esclusivo ristorante e piano-bar a ingresso selezionato che aveva sede al 66º, 67º e 68º piano ed era gestito dalla Texaco che, affittando ben quattordici piani nel Chrysler Building stesso, era uno dei più importanti locatari dell'edificio. All'epoca della sua apertura il Cloud Club contava trecento associati tra cui Walter P. Chrysler e i più eminenti esponenti dell'industria americana del tempo come: Jack Frye, Edward Francis Hutton, Condé Montrose Nast, Juan Trippe e Gene Tunney.
L'ingresso al Cloud Club era al 66º piano, alla base della cuspide. Gli ambienti erano completamente arredati in stile déco, con colonne in granito dotate di capitelli in vetro che ospitavano lampade che diffondevano luce soffusa. I soffitti erano a volta, un grande dipinto murale incorniciato da una boiserie déco troneggiava nella la sala da pranzo principale che contava 30 posti e occupava il lato sud del 67º piano; sul lato nord invece vi era la sala da pranzo privata di Walter P. Chrysler affacciata su Central Park e caratterizzata da moquette e soffitto rossi con pareti nere e decorazioni metalliche antropomorfe che raffiguravano operai al lavoro. Il Cloud Club contava anche una sala privata destinata ai dirigenti della Texaco e altre sale minori al 68º piano decorate con differenti tipi di tappezzeria o decorazioni murali dipinte, un salone di bellezza con parrucchiere, barbiere e un ampio spogliatoio.
Quando nel 1977 la Texaco abbandonò il Chrysler Building per trasferire i propri uffici nella nuova sede di Westchester, il Cloud Club visse il suo periodo di declino, fino a chiudere definitivamente nel 1979. Nel 1986 i locali sono stati restaurati e frazionati per ospitare uffici e abitazioni.
A seguito dell'ultimo passaggio di proprietà del 2020 è stata avviata una parziale ristrutturazione dell'edificio con interventi in dodici dei 77 piani, con la riprogettazione di nuovi spazi commerciali, aree comuni dedicate allo svago, una nuova palestra e il ripristino dei locali del Cloud Club secondo i disegni originali.

### Approfondimenti
1. ↑  Escludendo le strutture, come la torre Eiffel.
2. ↑  In origine, all'interno della guglia sotto la cuspide, si trovava un contenitore di vetro che conteneva il primo campionario di strumenti di Walter P. Chrysler, che si disse sia stato rimosso e nascosto il giorno in cui l'Empire State Building sorpassò in altezza il Chrysler Building.
3. ↑  I piani interessati dall'intervento del 2019 sono i seguenti: 4, 5, 6, 10, 23, 24, 25, 29, 31, 42, 53, 65.
4. ↑  Le leggi del piano regolatore di New York di quegli anni non permettevano di realizzare edifici dalle forme troppo uniformi e squadrate tali da oscurare la vista del cielo e in grado di creare dei veri e propri "canyon" privi di luce tra le stesse vie della città. Questo provvedimento stimolò dunque gli architetti a realizzare edifici rastremati o con due o più torri.
5. ↑  Il termine commerciale Nirosta è un acronimo tedesco creato dalla Krupp per il suo speciale acciaio "Enduro KA-2", costituito da un 18% di cromo e un 8% di nichel. Il nome commerciale deriva dalla fusione delle parole "nicht" "rostender" "stahl", ovvero "acciaio inossidabile" (in inglese: non-rusting steel).

### Fonti
1. 1 2 3 4 5 6 7 8 9 10 11 12 13 14 15 16 17 18 19 20 21 22 23 24 25 26 27 28 29 30 31 32 33  D. Stravitz, 2002.
2. ↑  C. Willis, 2004.
3. 1 2   The New York Times, su nytimes.com. URL consultato il 15 dicembre 2008.
4. 1 2 3  Usa: Chrysler Building potrebbe diventare un albergo - Real Estate - ANSA
5. ↑  « [...] è la prima volta al mondo che una struttura raggiunge un’altezza simile, e senza che vi siano state perdite di vite umane.»
6. ↑  Edward Rutherfurd, New York, Mondadori, Milano, 2010, pp. 784-785.
7. ↑   Emporis GmbH, Emporis Data "...a celebrated three-way race to become the tallest building in the world.", su emporis.com. URL consultato il 27 settembre 2010.
8. ↑   Charles V. Bagli, A New Owner To Take Over An Old Classic, in The New York Times, 25 novembre 1997. URL consultato il 26 ottobre 2011.
9. ↑   Carolyn Pitts, National Register of Historic Places Inventory-Nomination: Chrysler Building (PDF), su pdfhost.focus.nps.gov, National Park Service, agosto 1976. URL consultato il 3 maggio 2009 (archiviato dall'url originale il 18 ottobre 2012).
10. ↑   Michael J. Lewis, An enduring hood ornament, in The San Diego Union-Tribune, 19 giugno 2005. URL consultato il 23 ottobre 2011 (archiviato dall'url originale il 19 maggio 2009).
11. ↑   Chrysler Building on the Block, Sovereign arab fund to pay $800MC, "New York Post", 11 giugno 2008.
12. ↑  (EN) Lia Eustachewich, Chrysler Building is now for sale, su New York Post, 9 gennaio 2019. URL consultato il 26 ottobre 2019.
13. 1 2 3  https://edition.cnn.com/2019/03/08/business/chrysler-building-sale/index.html
14. 1 2  https://chryslerbuilding.com/
15. ↑   :: Empirestate.it - New York Italian Community:: Chrysler Building: Art Deco a New York, su empirestate.it. URL consultato il 25 giugno 2022.
16. ↑   FavoriteArchitecture.org, FavoriteArchitecture.org. URL consultato il 27 settembre 2010 (archiviato dall'url originale il 10 maggio 2011).
17. ↑  https://www.skyscrapercenter.com/building/chrysler-building/422
18. ↑  Carol Willis, p. 25.
19. ↑  (EN) Carol Willis, Form follows finance, New York, Princeton Architectural Press, 1995,  pp. 62-65, ISBN 9781568980447.
20. ↑   Article: Trade names associated with stainless steels, su bssa.org.uk. URL consultato il 27 settembre 2010 (archiviato dall'url originale il 15 ottobre 2015).
21. ↑  Carol Willis 2004, p. 22
22. ↑   1926 Chrysler Radiator Cap Used On The Chrysler Building, su imperialclub.com, 13 dicembre 2006. URL consultato il 27 settembre 2010 (archiviato dall'url originale il 17 maggio 2015).
23. ↑   L'atrio interno del Chrysler Building, su architetturaeviaggi.it. URL consultato il 10 gennaio 2020.
24. 1 2  D. Stravitz, 2002, p. XIV.
25. ↑   the cloud club, su decopix.com. URL consultato il 14 marzo 2019.
26. ↑   David Michaelis, Inside the Needle: The Chrysler Building Gets Lit by David Michaelis, su mrbellersneighborhood.com, MrBellersNeighborhood, 31 marzo 2002. URL consultato il 27 settembre 2010 (archiviato dall'url originale il 19 maggio 2009).